# Michail Kuklin
Michail Jewgeniwitsch Kuklin (russisch Михаил Куклин; * 2. November 1987) ist ein ehemaliger belarussisch-russischer Skilangläufer, der bis 2015 für Russland antrat und von 2015 bis 2017 für Belarus startete.

## Werdegang
Kuklin erzielte im November 2010 mit Rang vier beim Sprint in Werschina Tjoi seine erste Top-10-Platzierung im Eastern Europe Cup und gab im Februar 2011 in Rybinsk sein Debüt im Skilanglauf-Weltcup, das er auf Rang 19 beendete und somit gleich Weltcuppunkte erzielte. Bei seinen weiteren Einsätzen im Weltcup, die allesamt Sprint-Wettbewerbe waren, erreichte er Platz 45 in Moskau im Februar 2012, jeweils Rang 21 in Sotschi im Februar 2013 und in Toblach im Februar 2014 sowie Platz 23 im Januar 2015 in Rybinsk. Im Eastern Europe Cup erzielte er im Dezember 2013 in Krasnogorsk mit Platz drei im Sprint eine Podiumsplatzierung; bei den Sprints in Werschina Tjoi und Krasnogorsk im November bzw. Dezember 2014 gelang ihm dies erneut. Zu Beginn der Saison 2016/17 siegte er im Slavic-Cup in Štrbské Pleso über 10 km Freistil. Bei den nordischen Skiweltmeisterschaften 2017 in Lahti belegte er den 34. Platz im Sprint und den 15. Rang zusammen mit Michail Sjamjonau im Teamsprint.

## Siege bei Continental-Cup-Rennen
| Nr. | Datum             | Ort           | Disziplin      | Serie      |
| --- | ----------------- | ------------- | -------------- | ---------- |
| 1.  | 18. Dezember 2016 | Štrbské Pleso | 10 km Freistil | Slavic-Cup |